# Tempête tropicale Bertha (2002)
Pour les articles homonymes, voir Cyclone tropical Bertha.
Bertha fut la seconde tempête tropicale durant la Saison cyclonique 2002 dans l'océan Atlantique nord. Ce fut l'un des rares cyclone tropical à frapper la Louisiane et le Texas, avec la tempête Allison en 2001 et l’ouragan Fern en 1971.
Son origine est commune à celle de la tempête Cristobal, à savoir un creux barométrique non tropicale.
Gêné par la proximité de la côte, Bertha ne parvient pas à prendre de l'ampleur, et reste une dépression tropicale la majorité de son existence.

## Évolution météorologique

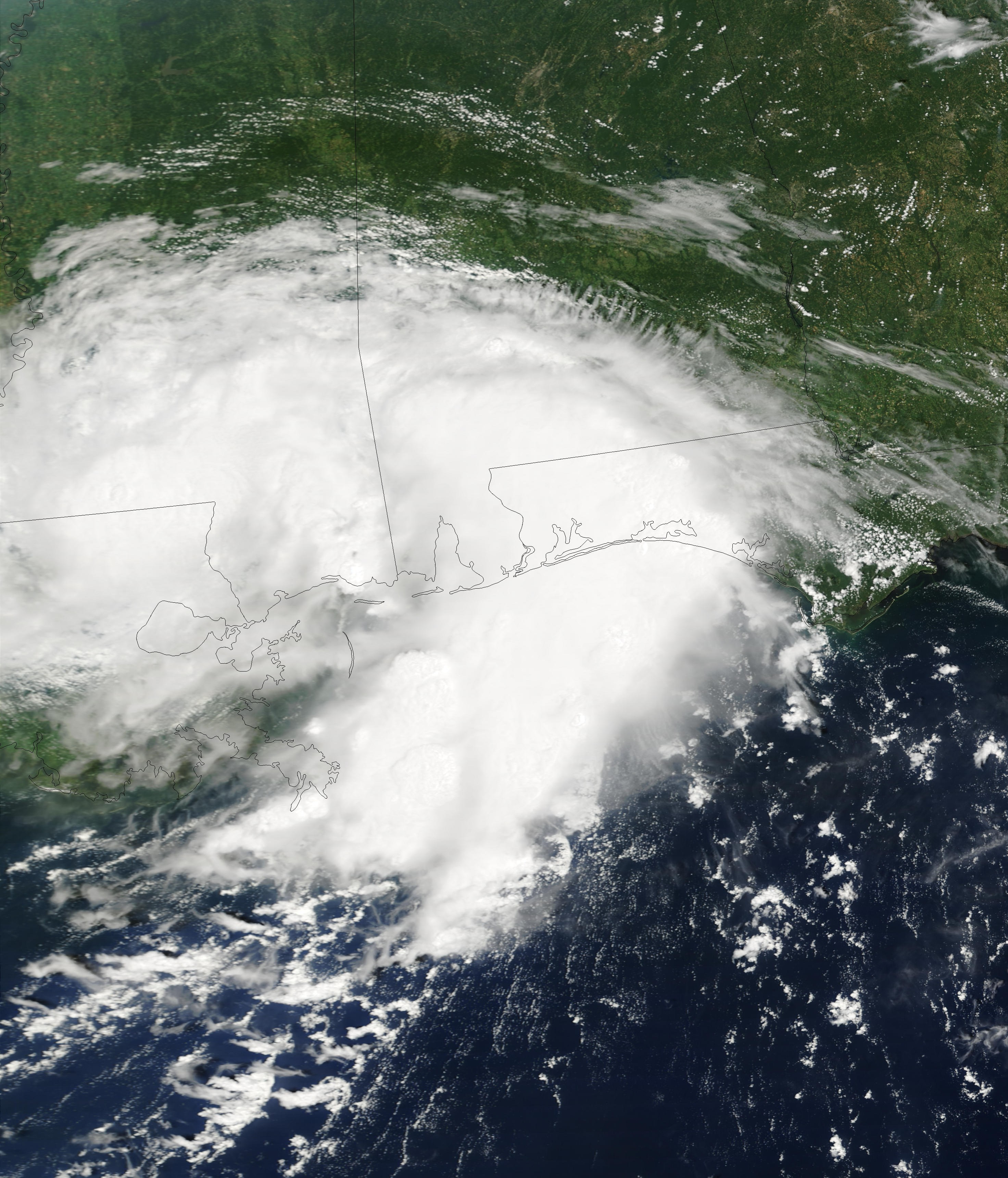
La tempête tropicale le 5 août, arrivant sur les terres

Les restes d'un front froid formait un creux barométrique s'étirant du nord-est du Golfe du Mexique à l'Atlantique en traversant la Floride. Sa portion ouest, sur du Golfe du Mexique, se creuse en une faible dépression marquée par un début d'activité convective. La dépression tropicale Deux, est formellement identifiée le 4 août. La portion est du creux s'organise également et aboutit finalement à la formation de Cristobal.
La dépression remonte vers l'ouest-nord-ouest et se creuse à peine. La possibilité que la dépression n'atteigne jamais le statut de tempête était clairement envisagée, le cisaillement du vent prévenant tout développement. Finalement, tard le 4 août, les vents atteignent 65 km/h, permettant à la dépression de devenir la tempête tropicale Bertha. Les prévisionnistes s'attendent alors a ce que la friction entre Bertha et les terres, ainsi que les eaux chaudes des lacs environnants, concentrera et réactivera légèrement la convection de Bertha. La tempête ne saisira pas cette opportunité et le lendemain matin, après avoir touché terre à Boothville, Bertha est redevenue une dépression tropicale.
Une puissante crête barométrique en altitude, et un anticyclone de surface, s'étirant du Canada vers le sud, force alors Bertha à tourner au sud-ouest. Retraversant la Louisiane, elle ne perd cependant pas sa circulation cyclonique. De retour au-dessus des eaux du Golfe du Mexique, au sud de Intracoastal City le 7 août, elle se réorganise. L'environnement ne lui est pas défavorable, mais la proximité de la côte texane inhibe son développement. Bertha longe ainsi la côte, avant de tourner au nord-nord-ouest tard le 8 août. Elle touchera la côte alors une seconde fois, à l'est de Kingsville, le 9 août. Se désagrégeant rapidement, elle sera considérée comme dissipée le soir même.

## Préparatifs
Le National Hurricane Center a émis une alerte cyclonique de tempête tropicale entre Pascagoula, Mississippi, et l'embouchure du fleuve Mississippi environ 90 minutes avant que Berthan n’atteigne la côte. Cette alerte a été terminée quand le système a rétrogradé au niveau de dépression tropicale. Aucun bulletin n’a été émis pour la côte texane, le réintensification de Bertha étant improbable.
Le National Weather Service a également envoyé les avis aux navigateurs de rester au port tout le long de la côte du golfe du Mexique. Des avertissements d'inondations côtières ont également été émis entre l’Alabama et le Panhandle de Floride, ainsi que des veilles de crues pour des portions de l'est de la Louisiane et du sud-ouest de l’État du Mississippi,.

## Impacts
Bertha est resté un cyclone tropical faible durant toute son existence. Elle sera cependant responsable d'une noyade, dans le Comté d'Escambia (Floride). Le grand-père de deux enfants emportés par le courant sur une plage non supervisée a perdu la vie en tentant de les sauver,.
Les précipitations furent négligeables au Texas, rarement plus de 25 millimètres. En Floride, le Panhandle a reçu jusqu’à 75 mm. Cependant, en Louisiane et au Mississippi, elles furent plus importantes avec localement 260 mm à Pascagoula, Mississippi, et Norwood, Louisiane,. L’extrême sud de l’Alabama s’est retrouvé entre les deux extrêmes avec 75 à 125 mm.
Les vents ont soufflé à 50 km/h avec des rafales maximales de 66 km/h. Bertha amena également une onde de tempête de 1,26 mètre à Waveland, Mississippi. L'onde et les pluies ont causé des crues-éclairs des cours d'eau et des inondations côtières en Louisiane et au Mississippi. Les dégâts sont évalués à 150 000 $US (2002) en Louisiane, 50 000 $US (2002) au Mississippi .
Bien que l'Alabama fut aussi touché, il n'y a aucune conséquence funeste rapportée.